# Rouxinol-do-karoo
O rouxinol-do-karoo (Tychaedon coryphoeus) é uma espécie de ave da família Muscicapidae.
Pode ser encontrada nos seguintes países: Lesoto, Namíbia e África do Sul.
Os seus habitats naturais são: matagal árido tropical ou subtropical e matagais mediterrânicos.